# Topal Osman Pascha
Topal Osman Pascha (* um 1663 auf Morea (heute Peloponnes); † 1733 bei Kirkuk) war ein albanischstämmiger Offizier und Verwaltungsbeamter. Schon im Alter von 24 Jahren wurde er Provinzgouverneur und befehligte als General die osmanische Armee in Feldzügen gegen die Republik Venedig und die Habsburgermonarchie. In den Jahren 1731/32 wurde er Großwesir. Nach seiner Entlassung war er erneut Provinzgouverneur führte aber bald die osmanische Truppen im Osmanisch-Persischen Krieg (1730–1735) gegen das persische Reich. Es gelang ihm, Nader Schah zu besiegen und Bagdad im Jahr 1732 vor den Persern zu retten, allerdings wurde er bei einem erneuten Aufeinandertreffen im folgenden Jahr entscheidend geschlagen und fiel in der Schlacht von Kirkuk.

## Leben
Osman wurde um 1663 in der osmanischen Provinz Morea als Sohn albanischer Eltern geboren. Die Familie hatte lange im anatolischen Konya gelebt, wo der Vater Bekir Ağa in der osmanischen Verwaltung arbeitete. Früh trat Osman in den Palastdienst und wurde Mitglied der kozbekçi und dann der Infanterie-Einheit der pandurs. Schon im Alter von 24 Jahren stieg er in den Rang eines beylerbey auf.
Als der Sultan den jungen Beylerbey auf eine Mission zum Provinzgouverneur des Eyâlet Ägypten schickte, wurde sein Schiff auf offener See von einem spanischen Freibeuter angegriffen. Osman wurde nach einem Kampf gefangen genommen, in dessen Verlauf er verwundet wurde und ein Leben lang auf einem Fuß lahmte, was ihm den Beinamen Topal (türkisch Hinkefuß) einbrachte.

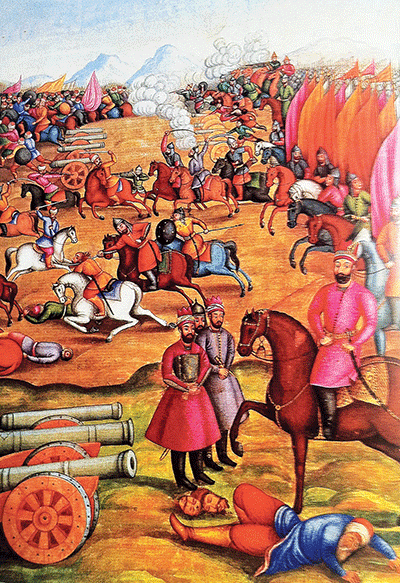
Illustration des Kampfes in der Schlacht von Kirkuk (1733), wo Nader Schah auf die Leiche von Topal Osman Pascha blickt.

Zunächst nach Malta verschleppt, wurde er bald gegen Zahlung eines Lösegeldes freigelassen und kehrte nach Istanbul zurück. Er nahm 1710/11 am Krieg am Pruth teil, den das Osmanische Reich gewann, und wurde zum kapıcıbaşı befördert. Anschließend schickte ihn der Sultan in das Eyâlet Rumelien, wo er Anführer der christlichen Milizen der Armatolen war. In dieser Rolle diente er im Osmanisch-Venezianischen Krieg (1714–18) in den Feldzügen des Jahres 1715 und konnte Morea aus der Herrschaft der Republik Venedig lösen. Als Auszeichnung wurde er zum Pascha mit zwei Rossschsweifen befördert und diente als Gouverneur des Sanjak von Tirhala. Während der ersten Schlachten gegen die Österreicher im Venezianisch-Österreichischer Türkenkrieg (1714–1718) war er 1716 für die Versorgung der Armee verantwortlich, kehrte aber Ende 1716 als Pascha mit drei Rossschwänzen und Serasker nach Morea zurück, um lokale Aufstände zu unterdrücken und venezianische Versuche zur Wiederherstellung der Provinz zu verhindern.
Im Jahr 1720 ernannte ihn der Sultan zum Gouverneur des Eyâlet Bosnien, bevor er im nächsten Jahr nach Rumelien versetzt wurde. Er blieb bis 1772 auf diesem Posten und war dann zwei Jahre erneut in Bosnien Gouverneur. Im Jahr 1729 war er wieder Provinzgouverneur in Rumelien und ging 1730 zurück nach Bosnien, wurde aber schon im nächsten Jahr wieder nach Rumelien versetzt. In dieser Zeit tötete er die überlebenden Anhänger des Rebellen Patrona Halil, die auf dem westlichen Balkan, insbesondere in Albanien, Zuflucht gesucht hatten.
Am 10. September 1731 wurde er von Sultan Mahmud I. zum Großwesir ernannt. Obwohl er nur sechs Monate als Großwesir diente, versuchte er Reformen durchzuführen, um die Situation in der Hauptstadt Istanbul zu beruhigen, indem er die Preise stabilisierte, die Ordnung wiederherstellte und die Versorgung der Stadt mit Nahrungsmitteln sicherstellte. Er unterstützte auch die Bemühungen des französisch-stämmigen Armeeoffiziers Claude Alexandre de Bonneval, das Artilleriekorps nach westlichen Vorbildern zu reformieren.
Nach seiner Entlassung als Großwesir fungierte Topal Osman Pascha als Provinzgouverneur der Eyâlets Trapezunt und Tiflis. Bald wurde er abberufen und wurde als erfahrener Soldat des Osmanischen Reiches zum Serasker Anatoliens im Osmanisch-Persischen Krieg (1730–1735) ernannt. Im Juli 1733 fügte er den Persern, die unter Nader Schah in den Irak eingedrungen waren und Bagdad belagerten, in einer hart umkämpften Schlacht nördlich von Bagdad eine entscheidende Niederlage zu. Aufgrund von Osmans kluger Strategie konnten die Osmanen die Armee von Nader Schah schlagen und mehr als 30.000 Soldaten töten, während das Osmanische Reich 20.000 Männer verlor. Es war das einzige Mal, dass der Nader Schah eine Schlacht verlor.
Im nächsten Jahr wiederholte Nader Schah jedoch seine Invasion. Topal Osmans Armee in Kirkuk war von der osmanischen Regierung geschwächt worden, weil erfahrene Männer nach Westen versetzt und durch einfache Rekruten ersetzt worden waren. Nichtsdestotrotz behielt die osmanische Armee ihre zahlenmäßige Überlegenheit. In der folgenden Schlacht in der Nähe von Kirkuk wurde Topal Osman getötet und seine Armee in die Flucht geschlagen. Ein persischer Soldat schnitt Topal Osman den Kopf ab und brachte ihn zu Nader Shah. Der befahl, den Leichnam des Gegners zu suchen und übergab die sterblichen Überreste aus Respekt vor der Leistung des Paschas an die Osmanen. Topal Osman Pascha wurden mit allen Ehren in der Imam-Qasim-Moschee in Kirkuk beigesetzt.

## Familie
Topal Osman Paschas Sohn Ahmed Ratib Pascha heiratete Aişe Sultan, eine Tochter von Sultan Ahmed III. Sein Urenkel war der bekannte Schriftsteller und politische Aktivist der Jungosmanen Namık Kemal.